# Оболенский, Борис Иванович
Князь Борис Иванович Оболенский  (1887—1915) — поручик лейб-гвардии Егерского полка, герой Первой мировой войны.
Сын статского советника князя Ивана Дмитриевича Оболенского (1850—1929) и жены его Елизаветы Георгиевны Детлеф (1854—1942), погибшей во время блокады Ленинграда.
Окончил Александровский кадетский корпус (1905) и Михайловское артиллерийское училище (1908), откуда выпущен был хорунжим во 2-ю Забайкальскую казачью батарею. 19 ноября 1909 года переведен в 1-ю Забайкальскую казачью батарею. Произведен в сотники 5 октября 1910 года. 17 августа 1911 года был переведен в лейб-гвардии Егерский полк с переименованием в поручики.
В Первую мировую войну вступил в рядах лейб-егерей. Удостоен ордена Святого Георгия 4-й степени
За то, что 5 февраля 1915 года в бою у д. Кобылин, командуя ротой и получив сведение о трудном положении полуроты, ведущей впереди бой, по собственному почину повел свою роту; за выбытием всех офицеров принял общее командование и, несмотря на повторные, настойчивые атаки противника, удержал за собою д. Кобылин, важную в тактическом отношении.
Убит 15 июля 1915 года при колонии Остров. Был похоронен в склепе полковой Мирониевской церкви в Петербурге. Был холост.

## Награды
- Орден Святой Анны 4-й ст. с надписью «за храбрость» (ВП 28.10.1914)
- Орден Святого Станислава 3-й ст. с мечами и бантом (ВП 26.01.1915)
- Орден Святой Анны 3-й ст. с мечами и бантом (ВП 9.02.1915)
- Орден Святого Станислава 2-й ст. с мечами (ВП 13.04.1915)
- Орден Святого Георгия 4-й ст. (ВП 29.05.1915)